# Cashmere Cat
Cashmere Cat, pseudonyme de Magnus August Høiberg, est un musicien et DJ norvégien originaire de Halden de musique électronique et né le 29 novembre 1987.

## Biographie
Magnus August Høiberg grandit à Halden. Jeune, il utilise Kazaa pour assouvir sa soif de nouvelles musiques. Par hasard, sa mère lui fait écouter l'album Discovery de Daft Punk, un style musical qui l'intrigue alors énormément.
En 2006, il représente la Norvège aux DMC World DJ Championships, les championnats du monde de turntablism. Il apparaît pour la première fois sur la scène internationale en 2012 en remixant des titres de Lana Del Rey, Jeremih et 2 Chainz entre autres.
Le premier EP de Cashmere Cat, Mirror Maru, sort courant octobre 2012 sur le label belge Pelican Fly. La musique de Cashmere Cat, entremêlant R&B, hip-hop futuriste et de bass music (terme général incluant le dubstep et le UK garage entre autres), a eu le soutien de quelques musiciens notables comme Hudson Mohawke, Rustie ou Gilles Peterson. La chanson Mirror Maru extraite de son EP éponyme fait partie de la bande son de GTA V. Le premier album de Cashmere Cat, 9, sort en avril 2017. Son second album intitulé Princess Catgirl sort le 20 septembre 2019.

## Discographie

### Albums
- 9, Interscope Records, 2017
- Princess Catgirl, Interscope Records, 2019

### EP
- Mirror Maru, Pelican Fly, 2013
- Wedding Bells, Lucky Me Records, 2014

### En featuring
| Party Girls (Ludacris featuring Wiz Khalifa, Jeremih et Cashmere Cat)                          | 2014 | 113  | 36             | 25              | Ludaversal |
| Four (BenZel featuring Juicy J et Cashmere Cat)                                                | 2014 | —    | —              | —               | Men - EP   |
| Just a Though (BenZel featuring Cashmere Cat et Ryn Weaver)                                    | 2014 | 2017 | Camila Cabello | Love incredible | Men - EP   |
| "—" signale une chanson qui n'a pas été classé ou qui n'est pas sortie dans le pays mentionné. |      |      |                |                 |            |

### Productions
- Wake Up, dans l'album Grey Area de Protoman, Rawkus Records, 2007
- Stuck in Norway, dans Jack of All Trades de Wildchild (featuring Madlib), Stones Throw, 2007
- QT -- Quality Time, dans Sacrifice de Substantial, HBD, 2007
- Supermaria, dans Helt om natten, helt om dagen, de Lars Vaular, Bonnier Music, 2010
- Party Girls (featuring Wiz Khalifa, Jeremih et Cashmere Cat), dans Ludaversal de Ludacris, Def Jam Recordings, 2014
- Be My Baby (featuring Cashmere Cat) dans My Everything d'Ariana Grande, Republic Records, 2014
- Octahate dans Promises EP de Ryn Weaver, Friends Keep Secrets, 2014
- Break the Rules dans Sucker by Charli XCX,  Neon Gold/Atlantic Records, 2014
- Body Language (featuring Usher and Tinashe), single de Kid Ink,  RCA, 2014
- All Hands on Deck dans Aquarius by Tinashe, RCA, 2014
- Save My Soul, single de Justine Skye, Atlantic Records, 2014
- Four (featuring Juicy J et Cashmere Cat) dans MEN EP de BenZel, Friends Keep Secrets, 2014
- Just a Thought (featuring Cashmere Cat et Ryn Weaver) dans MEN EP de BenZel, Friends Keep Secrets, 2014
- Wolves, dans l'album The Life of Pablo de Kanye West, Good Music et Def Jam, 2016
- Wild Love, single (featuring The Weeknd & Francis and the Lights), 2016

### Remixs et édits
- Cross The Dancefloor (DJ Final Remix), de Treasure Fingers, 2009
- I´ll Get You (Final Remix), dans Kitsuné X The Cobrasnake EP de Classixx ft. Jeppe, Hush Sound, 2009
- 220V/Spektral (Final Mix), dans Bananfluer Overalt de Jaga Jazzist, Ninja Tune, 2010
- Les Paradis Artificiels (Final Remix), dans Les Paradis Artificiels EP de Douze, Discotexas, 2010
- Mátkelávlla (The Traveller), dans Fargga de Berit Margrethe Oskal, Mátki Records, 2010
- Oslo (Final Remix), de Mathias Eick, 2010
- Faith (Final Remix), dans Faith Remixes de Montée, Oslo Records, 2011
- Different (Cashmere Cat Remix), dans Different (Special Remix Edition) EP, LidoLido, Universal Music A/S, 2011
- Fake ID (Kidz In the Club) (Cashmere Cat Remix), dans Different (Special Remix Edition) EP, LidoLido, Universal Music A/S, 2011
- Treasury Of We (X.V. & Cashmere Cat Remix), de Glasser, 2011
- Shell Suite (Cashmere Cat Remix), dans Shell Suite & Remixes de Chad Valley, Loose Lips, 2011
- Heart on Fire (Merry-Go-Round) - Cashmere Cat Remix, de Winta, daWorks Entertainment Ltd, 2011
- Jaywalking (Cashmere Cat Remix), dans Jaywalking (Remixes) de Samsaya, 3 millimeter, 2011
- Give (Cashmere Cat Remix), dans Best Intentions de Sound of Rum, Sunday Best Recordings, 2011
- National Anthem (Cashmere Cat Remix), de Lana Del Rey, Interscope Records, 2012
- 773 Love (Cashmere Cat Edit), de Jeremih, publié sur SoundCloud, 2012
- No Lie (Cashmere Cat Edit), de 2 Chainz featuring Drake, publié sur SoundCloud, 2012
- Call My Name (Cashmere Cat Remix), dans Tove Styrke de Tove Styrke, Sony Music Germany, 2012
- Wettex (Cashmere Cat Remix), dans Electric Empire Remixes de Feadz & Kito, Ed Banger Records, 2012
- Fallin Love (Cashmere Cat Remix), de BenZel, publié sur SoundCloud, 2013
- Do You... (Cashmere Cat Remix), de Miguel, publié sur SoundCloud, 2013
- Be My Baby (Cashmere Cat Edit), d'Ariana Grande, publié sur SoundCloud, 2014
- Octahate (Cashmere Cat Remix), de Ryn Weaver, Friends Keep Secrets, 2014